# Argelia en los Juegos Olímpicos de Turín 2006
Argelia estuvo representada en los Juegos Olímpicos de Turín 2006 por dos deportistas, un hombre y una mujer, que compitieron en dos deportes.
La portadora de la bandera en la ceremonia de apertura fue la esquiadora alpina Christelle Laura Douibi. El equipo olímpico argelino no obtuvo ninguna medalla en estos Juegos.